# Marko Šarić
Marko Šarić (in serbo Марко Шарић?; Zemun, 28 novembre 1998) è un calciatore serbo, centrocampista del Napredak Kruševac.

## Caratteristiche tecniche
È un centrocampista offensivo.

## Carriera
Cresciuto nel settore giovanile del Čukarički, debutta in prima squadra il 31 marzo 2017 in occasione dell'incontro di Superliga vinto 3-0 contro il Metalac; negli anni seguenti viene ceduto in prestito due volte, nel gennaio 2018 all'IMT Belgrado in terza divisione e nel gennaio 2020 al Radnički Pirot, in Prva Liga Srbija. Nel gennaio 2021, dopo aver collezionato complessivamente 23 presenze e segnato 2 reti con il club bianconero, viene ceduto a titolo definitivo al Rad Belgrado.

## Statistiche
Statistiche aggiornate al 20 marzo 2021.

### Presenze e reti nei club
| Stagione         | Squadra          | Campionato       | Campionato | Campionato | Coppe nazionali | Coppe nazionali | Coppe nazionali | Coppe continentali | Coppe continentali | Coppe continentali | Altre coppe | Altre coppe | Altre coppe | Totale | Totale | Totale |
| Stagione         | Squadra          | Comp             | Pres       | Reti       | Comp            | Pres            | Reti            | Comp               | Pres               | Reti               | Comp        | Pres        | Reti        | Pres   | Reti   |        |
| ---------------- | ---------------- | ---------------- | ---------- | ---------- | --------------- | --------------- | --------------- | ------------------ | ------------------ | ------------------ | ----------- | ----------- | ----------- | ------ | ------ | ------ |
| 2016-2017        | Čukarički        | SL               | 5          | 0          | CS              | 0               | 0               |                    | -                  | -                  |             | -           | -           | 5      | 0      |        |
| 2017-gen. 2018   | Čukarički        | SL               | 0          | 0          | CS              | 0               | 0               |                    | -                  | -                  |             | -           | -           | 0      | 0      |        |
| gen.-giu. 2018   | IMT Belgrado     | 3L               | 13         | 8          | CS              | 0               | 0               |                    | -                  | -                  |             | -           | -           | 13     | 8      |        |
| 2018-2019        | Čukarički        | SL               | 8          | 1          | CS              | 2               | 0               |                    | -                  | -                  |             | -           | -           | 10     | 1      |        |
| 2019-gen. 2020   | Čukarički        | SL               | 0          | 0          | CS              | 0               | 0               |                    | -                  | -                  |             | -           | -           | 0      | 0      |        |
| gen.-giu. 2020   | Radnički Pirot   | 2L               | 7          | 1          | CS              | 0               | 0               |                    | -                  | -                  |             | -           | -           | 7      | 1      |        |
| 2020-gen. 2021   | Čukarički        | SL               | 7          | 1          | CS              | 1               | 0               |                    | -                  | -                  |             | -           | -           | 8      | 1      |        |
| Totale Čukarički | Totale Čukarički | Totale Čukarički | 20         | 2          |                 | 3               | 0               |                    | -                  | -                  |             | -           | -           | 23     | 2      |        |
| gen.-giu. 2021   | Rad Belgrado     | SL               | 7          | 0          | CS              | 0               | 0               |                    | -                  | -                  |             | -           | -           | 7      | 0      |        |
| Totale carriera  | Totale carriera  | Totale carriera  | 47         | 11         |                 | 3               | 0               |                    | -                  | -                  |             | -           | -           | 50     | 11     |        |